# Gudovac
Gudovac est un village de Croatie. Il se trouve près de Bjelovar et à environ 80 km à l'est de la capitale croate Zagreb.

## Histoire
Gudovac a été habité pour la première fois au Moyen Âge. Durant l'essentiel de son histoire, sa population comprend différents groupes ethniques de la région. En 1931, Gudovac comptait 1 073 habitants répartis dans 330 foyers. Les Croates constituaient les deux tiers de la population, tandis que les habitants restants étaient d'origine ethnique serbe. La municipalité de Gudovac comptait 8 000 habitants, dont 3 000 Serbes.
Le 28 avril 1941, le village fut le théâtre d'un massacre de 184 à 196 Serbes venant de Bjelovar par des Oustachis, pendant la Seconde Guerre mondiale. C’était le premier massacre de Serbes par les Oustachis, qui poursuivirent leur campagne de génocide jusqu’à la fin de la Seconde Guerre mondiale en 1945.
En 2010, les restes d'environ 30 personnes datant de la Seconde Guerre mondiale ont été découverts dans une fosse près de la colonie.

## Voir également
- Massacre de Gudovac